# Madrasostes kazumai
Madrasostes kazumai är en skalbaggsart som beskrevs av Teruo Ochi, Yutaka Johki och Nakat 1990. Madrasostes kazumai ingår i släktet Madrasostes och familjen Hybosoridae. Utöver nominatformen finns också underarten M. k. hisamatsui.